# Moshimoss
moshimoss（モシモス）は日本の作曲家、サウンドデザイナー。山梨県出身。穴水康祐によるソロ・プロジェクト。

## 来歴
深く儚いサウンドスケープ作品をワールドワイドにリリース。
2010年、サンフランシスコを拠点とするdynamophone recordsより「Hidden Tape No.66」をリリース。
2011年には、L.E.D. feat. 原田郁子の「I’ll」のRemix EPにリミキサーとして参加するなど、リミックスワークも多数手がける。
2012年には moshimoss として Fujirock Festival’12 への出演を果たし
2013年5月には 2nd アルバム「endless endings」をリリース。

その年の8月にはRedbull music academy のEMAF TOKYOに出演を果たした。
2020年に『Parade』と題した3曲入りのEPをリリース。
日本やヨーロッパのiTunesエレクトリック・トップソングにチャートイン、Spotify公式プレイリスト入りするなど大きな反響を呼んだ。

2021年には”輪廻していく時間”をモチーフに派生した3曲入りのEP、「Timeless」をリリース。
こちらは2021年5月9日にiTunes Store ニューエイジ トップソング 日本  2位を記録。
5月12日にはiTunes Store ニューエイジ トップソング チェコ 1位を記録した。

2023年には自身9年ぶりとなるフルアルバム「Stones of Paradise」京都のレーベルnight cruisingよりリリースした。
2025年に公開の映画『死に損なった男』（監督 田中征爾、主演 水川かたまり）の音楽を手掛けた。

## 作品

### 映画
僕はもうすぐ11歳になる。（作曲）
死に損なった男（音楽）

### その他
吉澤嘉代子の東京絶景で、アンビエントギターを担当。
matryoshkaのリミックスアルバム『pseudepigrapha』にて、Oblivionのリミックスを担当。